# Sofja Iwanowna Sokolowskaja

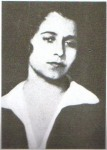
Sofja Sokolowskaja

Sofja Iwanowna Sokolowskaja (russisch Софья Ивановна Соколовская, * 10. April 1894 in Odessa; † 26. August 1938) war eine sowjetische Revolutionärin, Parteifunktionärin, Filmregisseurin und stellvertretende Leiterin der Filmgesellschaft Mosfilm.

## Biografie
Sofia Sokolowskaja wurde in einer Familie von Narodnaja-Wolja-Mitgliedern und Intellektuellen geboren. Sie besuchte ein Frauengymnasium in Tschernihiw und wurde dort eine aktive Teilnehmerin des revolutionären Jugendkreises. Von 1912 bis 1914 studierte sie am Sankt Petersburger Medizinischen Institut. Sie trat der bolschewistischen Fraktion der Sozialdemokratischen Arbeiterpartei Russlands bei. Von 1914 bis 1917 studierte sie an den Bestuschew-Kursen. Dort war sie Leiterin eines bolschewistischen Verbandes. Sie wurde die erste Vorsitzende des Exekutivkomitees der Arbeiter- und Bauerndeputierten des Gouvernements Tschernigow.
In einem am 5. Juli 1918 an den Innenminister des Ukrainischen Staates versandten Bericht hieß es: „Sofja Iwanowna Sokolowskaja, die Anführerin der bolschewistischen Gruppe, genießt den größten Einfluss und die größte Autorität im Parteiumfeld der Stadt Tschernihiw.“ Sie blieb, nachdem die Bolschewiki sich durch den Druck deutscher und ukrainischer Truppen zurückgezogen hatten, in der bolschewistischen Szene aktiv. Die Deutschen setzten ein Kopfgeld in Höhe von 5000 Goldrubel auf sie aus und setzten ihre Agenten auf sie an. Im Juli 1918 war sie Delegierte beim ersten Kongress der Kommunistischen Partei (der Bolschewiki) der Ukraine. Das Zentralkomitee der Partei entsendete sie als Sekretärin des revolutionären Provinzkomitees und dann des Regionalkomitees nach Kiew. Ende August durchsuchten Gendarmen ihre Wohnung. Sokolowskaja, die Deutsch sprechen konnte, leugnete, diejenige zu sein, die sie suchten. Sie hatte das Siegel des Provinzkomitees in einem Mehlglas versteckt. Als die Deutschen abzogen, flüchtete sie aus der Wohnung. Die Gendarmen erfuhren am nächsten Tag von ihrer wahren Identität.
Sie war ab November 1918 eine der Organisatorinnen und Leiterinnen des ausländischen Kollegiums des Odessaer Untergrundkomitees und leistete Propagandaarbeit unter ausländischen Soldaten und Seeleuten. Sokolowskaja war Mitarbeiterin der Untergrundzeitung Kommunist, die auf Russisch und Französisch erschien. Sie wurde von den Weißgardisten verhaftet. Im März 1919 sollte sie zusammen mit Jeanne Labourbe und anderen Mitgliedern des Parteikomitees hingerichtet werden, entkam jedoch. Sie nahm das Pseudonym Jelena Swetlowa an. Von April bis August 1919 war sie Sekretärin des Provinzkomitees der Kommunistischen Partei der Ukraine und de facto Bürgermeisterin von Odessa. Sie beobachtete manchmal persönlich die Hinrichtung prominenter Konterrevolutionäre. Im Sommer 1919 wurde sie erneut von den Weißgardisten verhaftet, wurde jedoch von Arbeitern befreit. Von Dezember 1919 bis März 1921 arbeitete Sokolowskaja bei der Komintern. Sie erhielt Anweisungen, nach Italien und Frankreich zu reisen, wo sie beauftragt wurde, Kontakte zwischen französischen Unterstützern der Komintern herzustellen und Propagandamaterialien über Sowjetrussland vorzubereiten. Seit 1925 leistete sie in Moskau Parteiarbeit für die Kommunistische Allunions-Partei (WKP(B)). 1930 wurde sie auf dem 16. Kongress der (WKP(B)) in die Zentrale Kontrollkommission gewählt.
1935 wurde sie Regisseurin und stellvertretende Leiterin des Mosfilm-Studios. Unter ihrer direkten Beteiligung entstanden Filme wie Wolga, Wolga und Lenin im Oktober. 1937 löste sie Boris Babizkij als Leiter von Mosfilm ab. Im März 1937 schrieb Boris Schumjazki eine Notiz an den sowjetischen Ministerpräsidenten Wjatscheslaw Molotow, in der er Sokolowskaja beschuldigte, Anführerin einer „Clique“ zu sein, die Sergei Eisensteins verbotenen Film Die Beshin-Wiese unter Ausschluss der Öffentlichkeit vorführte. Sokolowskaja und ihr Ehemann Jakow Jakowlew wurden am 12. Oktober 1937 verhaftet. Im November 1937 teilte Josef Stalin Georgi Dimitroff mit, dass „Jakowlews Frau eine französische Spionin“ gewesen sei, was bedeutete, dass sie in Kontakt mit dem Ausland stehe. Ihr wurde vorgeworfen, 1918 die Bolschewiki verraten zu haben. Sie wurde vom Militärkollegium des Obersten Gerichts der UdSSR wegen Spionage und konterrevolutionärer terroristischer Aktivitäten angeklagt und am 26. August 1938 verurteilt und erschossen. 1956 wurde sie rehabilitiert. Ihre Grabstätte ist in Kommunarka.